# Lamagdelaine
Lamagdelaine est une commune française, située dans le sud du département du Lot en région Occitanie.
Elle est également dans le causse de Gramat, le plus vaste et le plus sauvage des quatre causses du Quercy.
Exposée à un climat océanique altéré, elle est drainée par le Lot, le ruisseau de Nouaillac. La commune possède un patrimoine naturel remarquable composé de trois zones naturelles d'intérêt écologique, faunistique et floristique.
Lamagdelaine est une commune rurale qui compte 716 habitants en 2022, après avoir connu une forte hausse de la population depuis 1962.  Elle fait partie de l'aire d'attraction de Cahors. Ses habitants sont appelés les Lamagdelainois ou  Lamagdelainoises.

## Géographie
La commune est comprise dans l'aire urbaine de Cahors : elle est à moins de 4 km (à vol d'oiseau) à l'est-nord-est de Cahors.

### Communes limitrophes
Les communes limitrophes sont  Arcambal, Bellefont-La Rauze, Cahors et Saint Géry-Vers.
| Bellefont-La Rauze |              |                 |
|                    | Lamagdelaine | Saint Géry-Vers |
| Cahors             | Arcambal     |                 |

### Hydrographie
Le Lot sert de limite sud à la commune, et son affluent de rive droite (rive nord) le ruisseau de Nouaillac marque la limite est.

### Transports
Elle est traversée du nord au sud par l'autoroute A20. La D653 longr la rive droite du Lot.

### Climat
Pour des articles plus généraux, voir Climat de l'Occitanie et Climat du Lot.
En 2010, le climat de la commune est de type climat du Bassin du Sud-Ouest, selon une étude s'appuyant sur une série de données couvrant la période 1971-2000. En 2020, Météo-France publie une typologie des climats de la France métropolitaine dans laquelle la commune est exposée à un climat océanique altéré et est dans la région climatique Aquitaine, Gascogne, caractérisée par une pluviométrie abondante au printemps, modérée en automne, un faible ensoleillement au printemps, un été chaud (19,5 °C), des vents faibles, des brouillards fréquents en automne et en hiver et des orages fréquents en été (15 à 20 jours).
Pour la période 1971-2000, la température annuelle moyenne est de 13 °C, avec une amplitude thermique annuelle de 15,9 °C. Le cumul annuel moyen de précipitations est de 880 mm, avec 10 jours de précipitations en janvier et 5,9 jours en juillet. Pour la période 1991-2020, la température moyenne annuelle observée sur la station météorologique la plus proche, située sur la commune du Montat à 10 km à vol d'oiseau, est de 13,3 °C et le cumul annuel moyen de précipitations est de 824,6 mm,. Pour l'avenir, les paramètres climatiques de la commune estimés pour 2050 selon différents scénarios d’émission de gaz à effet de serre sont consultables sur un site dédié publié par Météo-France en novembre 2022.

### Milieux naturels et biodiversité

#### Espaces protégés
La protection réglementaire est le mode d’intervention le plus fort pour préserver des espaces naturels remarquables et leur biodiversité associée,.
La commune est dans le périmètre du « géoparc des causses du Quercy », classé Géoparc en mai 2017 et appartenant dès lors au réseau mondial des Géoparcs, soutenu par l’UNESCO,.

#### Zones naturelles d'intérêt écologique, faunistique et floristique
L’inventaire des zones naturelles d'intérêt écologique, faunistique et floristique (ZNIEFF) a pour objectif de réaliser une couverture des zones les plus intéressantes sur le plan écologique, essentiellement dans la perspective d’améliorer la connaissance du patrimoine naturel national et de fournir aux différents décideurs un outil d’aide à la prise en compte de l’environnement dans l’aménagement du territoire.
Deux ZNIEFF de type 1 sont recensées sur la commune :
le « cours moyen du Lot » (1 543 ha), couvrant 33 communes dont huit dans l'Aveyron et 25 dans le Lot et 
la « vallée du ruisseau de Nouaillac » (1 036 ha), couvrant 4 communes du département
et une ZNIEFF de type 2, : 
la « Moyenne vallée du Lot » (7 893 ha), couvrant 36 communes dont huit dans l'Aveyron et 28 dans le Lot.

Carte des ZNIEFF de type 1 et 2 à Lamagdelaine.
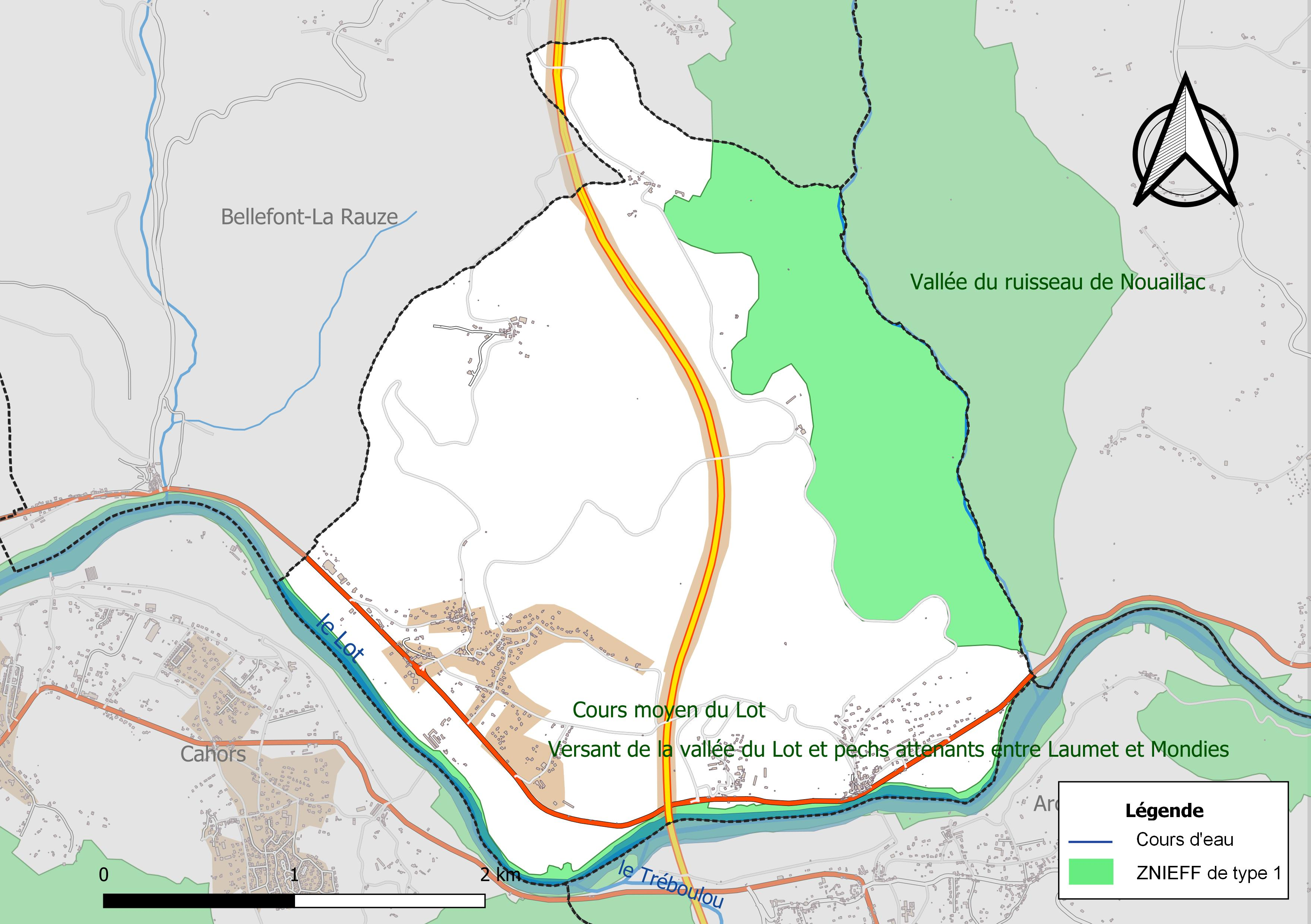
Carte des ZNIEFF de type 1 sur la commune.
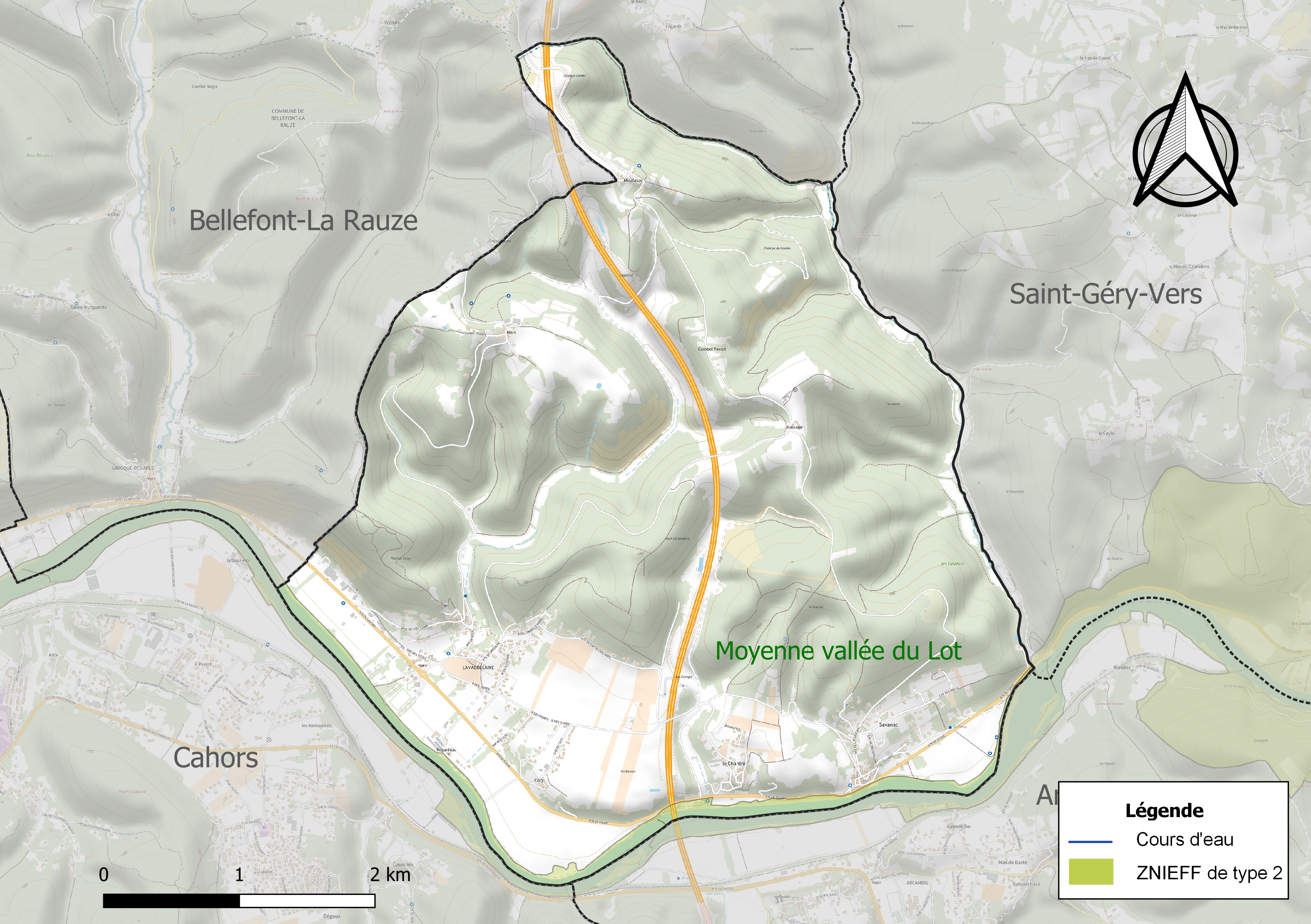
Carte de la ZNIEFF de type 2 sur la commune.

## Urbanisme

### Typologie
Au 1er janvier 2024, Lamagdelaine est catégorisée commune rurale à habitat dispersé, selon la nouvelle grille communale de densité à sept niveaux définie par l'Insee en 2022.
Elle est située hors unité urbaine. Par ailleurs la commune fait partie de l'aire d'attraction de Cahors, dont elle est une commune de la couronne,. Cette aire, qui regroupe 78 communes, est catégorisée dans les aires de 50 000 à moins de 200 000 habitants,.

### Occupation des sols
L'occupation des sols de la commune, telle qu'elle ressort de la base de données européenne d’occupation biophysique des sols Corine Land Cover (CLC), est marquée par l'importance des forêts et milieux semi-naturels (65,7 % en 2018), en diminution par rapport à 1990 (69,7 %). La répartition détaillée en 2018 est la suivante : 
forêts (48 %), milieux à végétation arbustive et/ou herbacée (17,6 %), zones agricoles hétérogènes (14 %), zones urbanisées (5,6 %), cultures permanentes (4,3 %), zones industrielles ou commerciales et réseaux de communication (4 %), eaux continentales (3,3 %), prairies (3,1 %). L'évolution de l’occupation des sols de la commune et de ses infrastructures peut être observée sur les différentes représentations cartographiques du territoire : la carte de Cassini (XVIIIe siècle), la carte d'état-major (1820-1866) et les cartes ou photos aériennes de l'IGN pour la période actuelle (1950 à aujourd'hui).

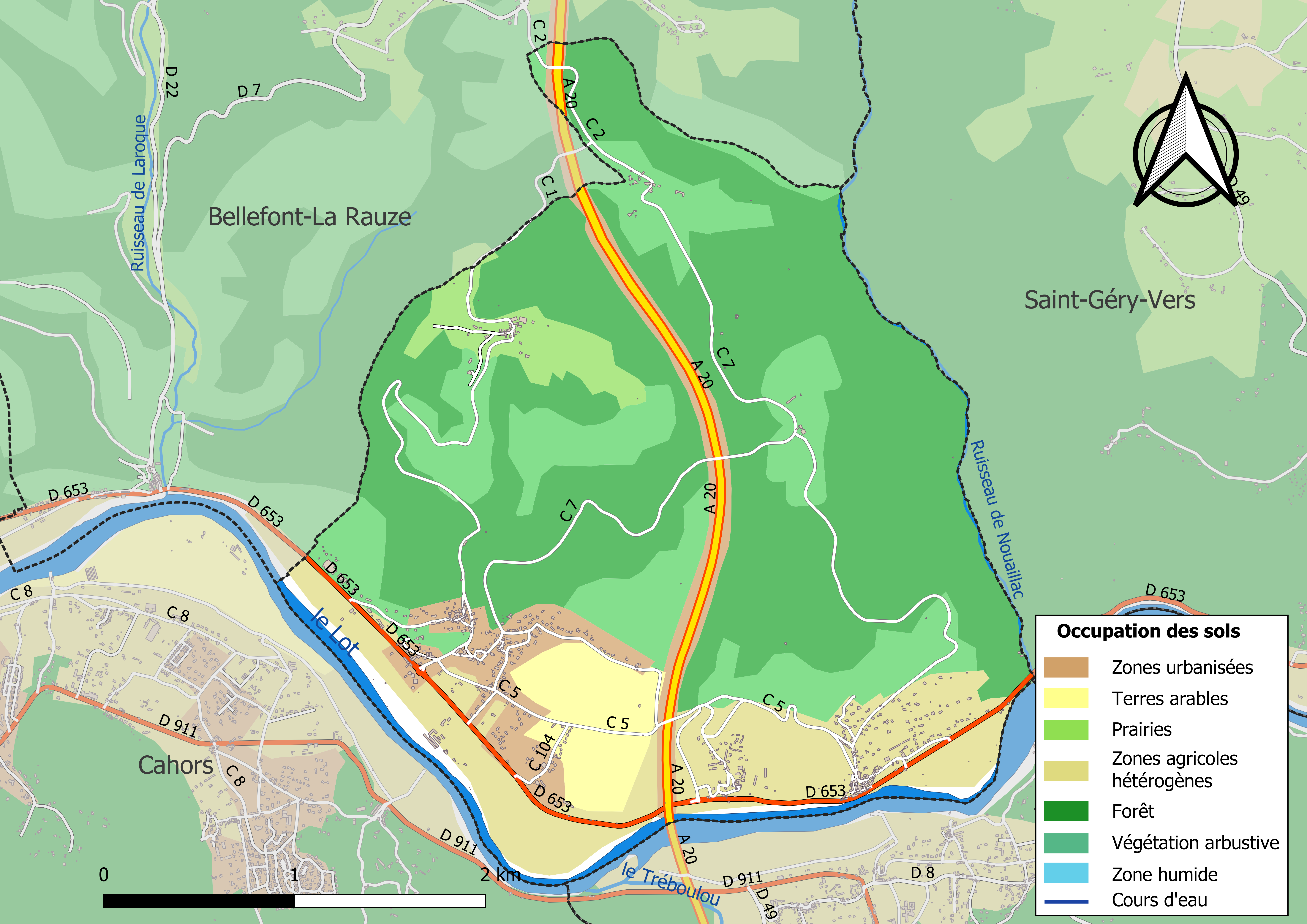
Carte des infrastructures et de l'occupation des sols de la commune en 2018 (CLC).

### Risques majeurs
Le territoire de la commune de Lamagdelaine est vulnérable à différents aléas naturels : météorologiques (tempête, orage, neige, grand froid, canicule ou sécheresse), inondations, feux de forêts, mouvements de terrains et séisme (sismicité très faible). Il est également exposé à deux risques technologiques,  le transport de matières dangereuses et la rupture d'un barrage. Un site publié par le BRGM permet d'évaluer simplement et rapidement les risques d'un bien localisé soit par son adresse soit par le numéro de sa parcelle.

#### Risques naturels
La commune fait partie du territoire à risques importants d'inondation (TRI) de Cahors, regroupant 14 communes concernées par un risque de débordement du Lot et du ruisseau du Bartassec, un des 18 TRI qui ont été arrêtés fin 2012 sur le bassin Adour-Garonne. L'événement passé le plus significatif est la crue des 9 et 10 mars 1927 où le Lot a atteint 8,90 m à Cahors après une montée très rapide des eaux. Seules les crues de 1783 et 1833 ont dépassé ces valeurs. Les dégâts ont été très importants. Deux crues survenues sur le Bartassec en 1996 et 2010 ont eu un très fort impact sur les activités économiques de l'agglomération de Cahors. Des cartes des surfaces inondables ont été établies pour trois scénarios : fréquent (crue de temps de retour de 10 ans à 30 ans), moyen (temps de retour de 100 ans à 300 ans) et extrême (temps de retour de l'ordre de 1 000 ans, qui met en défaut tout système de protection). La commune a été reconnue en état de catastrophe naturelle au titre des dommages causés par les inondations et coulées de boue survenues en 1982, 1989, 1994, 1996, 1999, 2003 et 2010,.
Lamagdelaine est exposée au risque de feu de forêt du fait de la présence sur son territoire du massif de la Moyenne vallée du Lot. Un plan départemental de protection des forêts contre les incendies a été approuvé par arrêté préfectoral le 30 novembre 2015 pour la période 2015-2025. Les propriétaires doivent ainsi couper les broussailles, les arbustes et les branches basses sur une profondeur de 50 mètres, aux abords des constructions, chantiers, travaux et installations de toute nature, situées à moins de 200 mètres de terrains en nature
de bois, forêts, plantations, reboisements, landes ou friches. Le brûlage des déchets issus de l’entretien des parcs et jardins des ménages et des collectivités est interdit. L’écobuage est également interdit, ainsi que les feux de type méchouis et barbecues, à l’exception de ceux prévus dans des installations fixes (non situées sous couvert d'arbres) constituant une dépendance d'habitation.

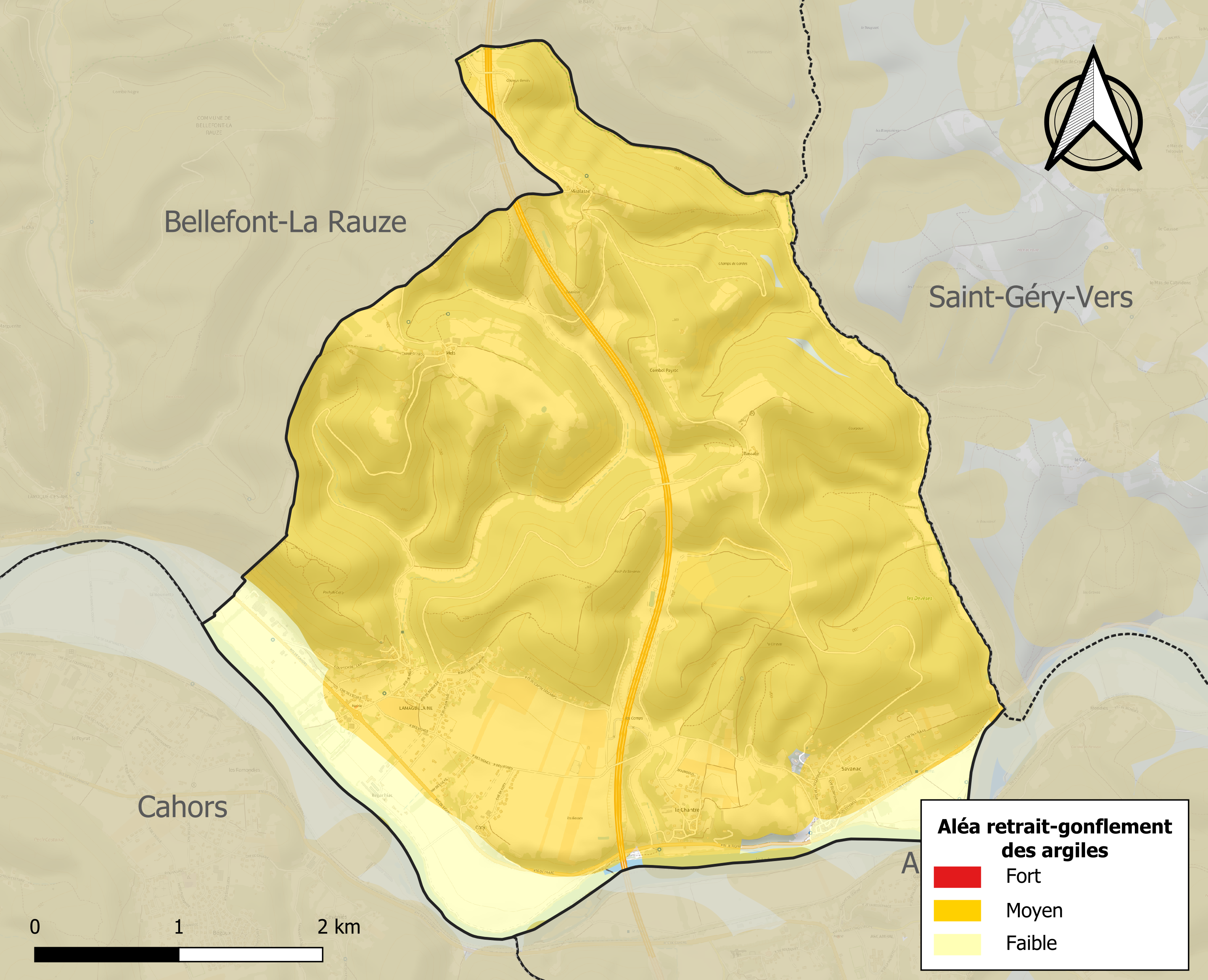
Carte des zones d'aléa retrait-gonflement des sols argileux de Lamagdelaine.

Les mouvements de terrains susceptibles de se produire sur la commune sont des affaissements et effondrements liés aux cavités souterraines (hors mines), des éboulements, chutes de pierres et de blocs et des tassements différentiels. Par ailleurs, afin de mieux appréhender le risque d’affaissement de terrain, l'inventaire national des cavités souterraines permet de localiser celles situées sur la commune.
Le retrait-gonflement des sols argileux est susceptible d'engendrer des dommages importants aux bâtiments en cas d’alternance de périodes de sécheresse et de pluie. 90,5 % de la superficie communale est en aléa moyen ou fort (67,7 % au niveau départemental et 48,5 % au niveau national). Sur les 374 bâtiments dénombrés sur la commune en 2019, 343 sont en aléa moyen ou fort, soit 92 %, à comparer aux 72 % au niveau départemental et 54 % au niveau national. Une cartographie de l'exposition du territoire national au retrait gonflement des sols argileux est disponible sur le site du BRGM,.
Par ailleurs, afin de mieux appréhender le risque d’affaissement de terrain, l'inventaire national des cavités souterraines permet de localiser celles situées sur la commune.
Concernant les mouvements de terrains, la commune a été reconnue en état de catastrophe naturelle au titre des dommages causés par des mouvements de terrain en 1999.

#### Risques technologiques
Le risque de transport de matières dangereuses sur la commune est lié à sa traversée par une route à fort trafic. Un accident se produisant sur une telle infrastructure est susceptible d’avoir des effets graves sur les biens, les personnes ou l'environnement, selon la nature du matériau transporté. Des dispositions d’urbanisme peuvent être préconisées en conséquence.
La commune est en outre située en aval des barrages de Grandval et de Sarrans, des ouvrages de classe A disposant d'une retenue de respectivement 270,6 millions et 296 millions de mètres cubes,. À ce titre elle est susceptible d’être touchée par l’onde de submersion consécutive à la rupture d'un de ces ouvrages.

## Toponymie
Lamagdelaine s'appelait autrefois Saint-Pierre de Floirac ou Floirac.
Lamagdelaine (en occitan Lamagdalena) est basé sur l'hagiotoponyme chrétien Marie-Madeleine.

## Histoire

### Préhistoire
La grotte du Coual se trouvait en rive droite du Lot ; elle a aujourd'hui disparu. Elle a livré fin XIXe siècle un grand biface acheuléen (Bergougnoux 1887), que Lorblachet a attribué à l'Acheuléen ancien ; et du Magdalénien, dont l'une des deux lampes paléolithiques connues (en 1945) dans le département du Lot (l'autre lampe du Lot provenant de Saint-Cirq-Madelon).
Le gisement de plein air des Bosses, un peu en amont sur la même rive, a fourni une belle série lithique (2 626 pièces) du Paléolithique moyen ancien datée d'environ 300 000 ans. La production est orientée vers le débitage d'éclats avec des méthodes systématisées, mais l'outillage lourd (bifaces) est encore présent. On y trouve du débitage discoïde et - principalement - du débitage sur enclume.

### XIXesiècle
La commune a été créée en 1875 par détachement de sections de Laroque-des-Arcs.

## Politique et administration
| Période                                  | Période  | Identité              | Étiquette | Qualité                                                               |
| ---------------------------------------- | -------- | --------------------- | --------- | --------------------------------------------------------------------- |
| 2001                                     |          | Jean-claude Luzorgues |           |                                                                       |
| mars 2008                                | 2014     | Maurice Pons          |           |                                                                       |
| mars 2014                                | En cours | Véronique Arnaudet    | DVG       | Agent mandataire en assurances Conseillère départementale depuis 2021 |
| Les données manquantes sont à compléter. |          |                       |           |                                                                       |

## Démographie
L'évolution du nombre d'habitants est connue à travers les recensements de la population effectués dans la commune depuis 1876. Pour les communes de moins de 10 000 habitants, une enquête de recensement portant sur toute la population est réalisée tous les cinq ans, les populations de référence des années intermédiaires étant quant à elles estimées par interpolation ou extrapolation. Pour la commune, le premier recensement exhaustif entrant dans le cadre du nouveau dispositif a été réalisé en 2006.

En 2022, la commune comptait 716 habitants, en évolution de +1,7 % par rapport à 2016 (Lot : +1,31 %, France hors Mayotte : +2,11 %).
| 1876 | 1881 | 1886 | 1891 | 1896 | 1901 | 1906 | 1911 | 1921 |
| ---- | ---- | ---- | ---- | ---- | ---- | ---- | ---- | ---- |
| 550  | 549  | 513  | 503  | 502  | 411  | 401  | 351  | 280  |

| 1926 | 1931 | 1936 | 1946 | 1954 | 1962 | 1968 | 1975 | 1982 |
| ---- | ---- | ---- | ---- | ---- | ---- | ---- | ---- | ---- |
| 271  | 221  | 207  | 206  | 229  | 215  | 275  | 443  | 626  |

| 1990 | 1999 | 2006 | 2011 | 2016 | 2021 | 2022 | - | - |
| ---- | ---- | ---- | ---- | ---- | ---- | ---- | - | - |
| 731  | 740  | 762  | 744  | 704  | 710  | 716  | - | - |

## Économie

### Revenus
En 2018, la commune compte 328 ménages fiscaux, regroupant 723 personnes. La médiane du revenu disponible par unité de consommation est de 22 820 € (20 740 € dans le département).

### Emploi
|                | 2008  | 2013  | 2018  |
| -------------- | ----- | ----- | ----- |
| Commune        | 3,6 % | 8,7 % | 8 %   |
| Département    | 7,3 % | 8,9 % | 9,6 % |
| France entière | 8,3 % | 10 %  | 10 %  |

En 2018, la population âgée de 15 à 64 ans s'élève à 427 personnes, parmi lesquelles on compte 74,4 % d'actifs (66,4 % ayant un emploi et 8 % de chômeurs) et 25,6 % d'inactifs,. Depuis 2008, le taux de chômage communal (au sens du recensement) des 15-64 ans est inférieur à celui de la France et du département.
La commune fait partie de la couronne de l'aire d'attraction de Cahors, du fait qu'au moins 15 % des actifs travaillent dans le pôle,. Elle compte 167 emplois en 2018, contre 143 en 2013 et 134 en 2008. Le nombre d'actifs ayant un emploi résidant dans la commune est de 288, soit un indicateur de concentration d'emploi de 58,2 % et un taux d'activité parmi les 15 ans ou plus de 53,9 %.
Sur ces 288 actifs de 15 ans ou plus ayant un emploi, 56 travaillent dans la commune, soit 20 % des habitants. Pour se rendre au travail, 93,7 % des habitants utilisent un véhicule personnel ou de fonction à quatre roues, 1 % les transports en commun, 1 % s'y rendent en deux-roues, à vélo ou à pied et 4,2 % n'ont pas besoin de transport (travail au domicile).

### Activités hors agriculture

#### Secteurs d'activités
60 établissements sont implantés  à Lamagdelaine au 31 décembre 2019. Le tableau ci-dessous en détaille le nombre par secteur d'activité et compare les ratios avec ceux du département,.
| Secteur d'activité                                                                                        | Commune | Commune | Département |
| Secteur d'activité                                                                                        | Nombre  | %       | %           |
| --- | ------- | ------- | ----------- |
| Ensemble                                                                                                  | 60      |         |             |
| Industrie manufacturière, industries extractives et autres                                                | 2       | 3,3 %   | (14 %)      |
| Construction                                                                                              | 9       | 15 %    | (13,9 %)    |
| Commerce de gros et de détail, transports, hébergement et restauration                                    | 11      | 18,3 %  | (29,9 %)    |
| Activités financières et d'assurance                                                                      | 2       | 3,3 %   | (2,8 %)     |
| Activités immobilières                                                                                    | 4       | 6,7 %   | (3,5 %)     |
| Activités spécialisées, scientifiques et techniques et activités de services administratifs et de soutien | 9       | 15 %    | (13,5 %)    |
| Administration publique, enseignement, santé humaine et action sociale                                    | 16      | 26,7 %  | (12 %)      |
| Autres activités de services                                                                              | 7       | 11,7 %  | (8,7 %)     |

Le secteur de l'administration publique, l'enseignement, la santé humaine et l'action sociale est prépondérant sur la commune puisqu'il représente 26,7 % du nombre total d'établissements de la commune (16 sur les 60 entreprises implantées  à Lamagdelaine), contre 12 % au niveau départemental.

#### Entreprises et commerces
Les deux entreprises ayant leur siège social sur le territoire communal qui génèrent le plus de chiffre d'affaires en 2020 sont : 
- Menuiserie 46, travaux de menuiserie bois et PVC (547 k€)
- Maconnerie Ribeiro, travaux de maçonnerie générale et gros œuvre de bâtiment (130 k€)

### Agriculture
|               | 1988 | 2000 | 2010 | 2020 |
| ------------- | ---- | ---- | ---- | ---- |
| Exploitations | 17   | 11   | 11   | 7    |
| SAU (ha)      | 188  | 197  | 175  | 174  |

La commune est dans la vallée du Lot », une petite région agricole s'étendant d'est en ouest et de part et d'autre du cours du Lot, particulièrement réputée pour ses vignes, celles du vignoble de Cahors plus précisément. En 2020, l'orientation technico-économique de l'agriculture  sur la commune est la polyculture et/ou le polyélevage. Sept exploitations agricoles ayant leur siège dans la commune sont dénombrées lors du recensement agricole de 2020 (17 en 1988). La superficie agricole utilisée est de 174 ha,,.

## Culture locale et patrimoine

### Lieux et monuments
- La borie dans le hameau de Savanac est une ancienne demeure seigneuriale campagnarde datant des XIIIe et XIVe siècles. L'édifice est inscrit au titre des monuments historiques en 1993[50].
- Église Sainte-Madeleine de Lamagdelaine.

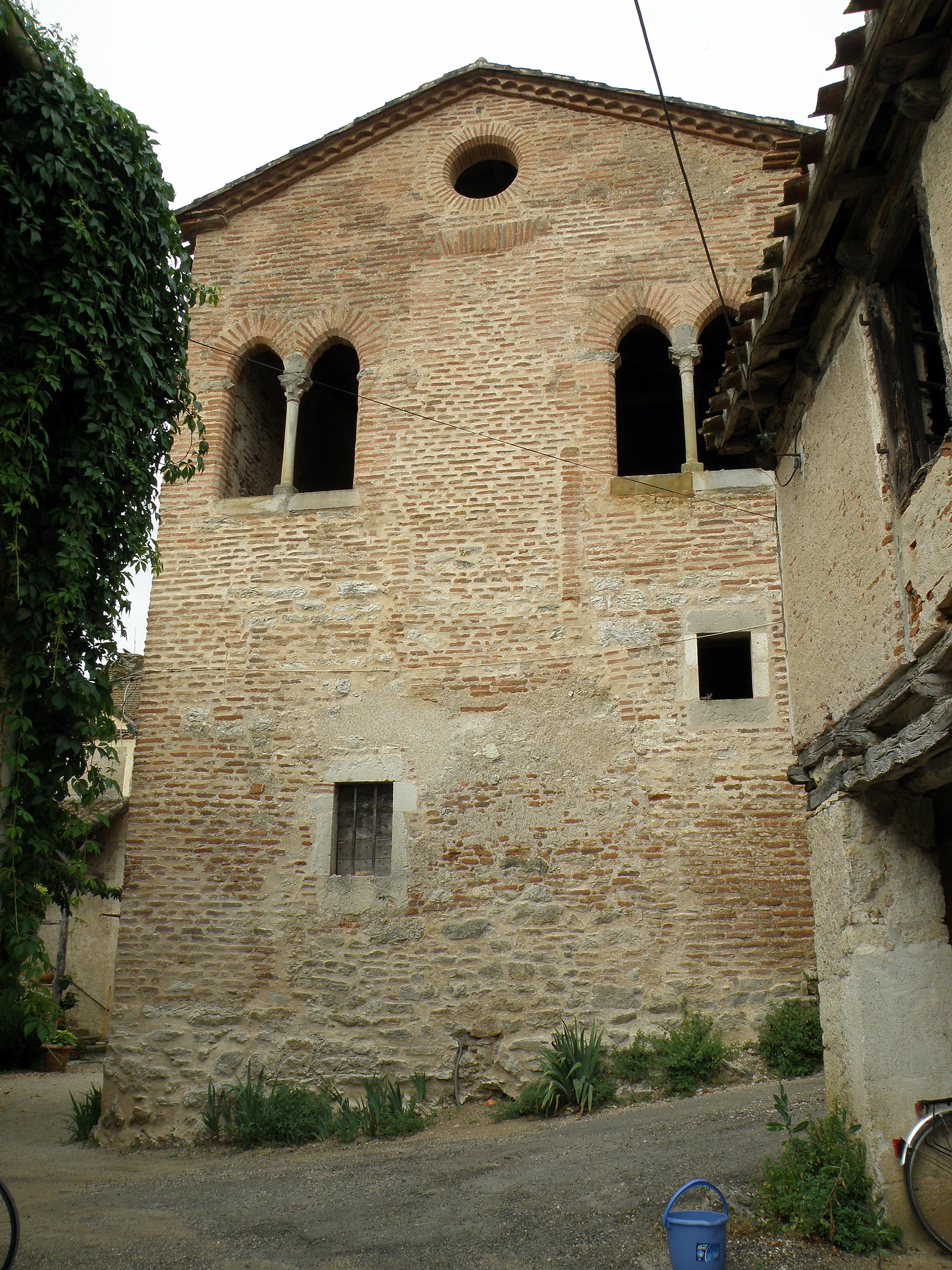
Borie de Savanac.
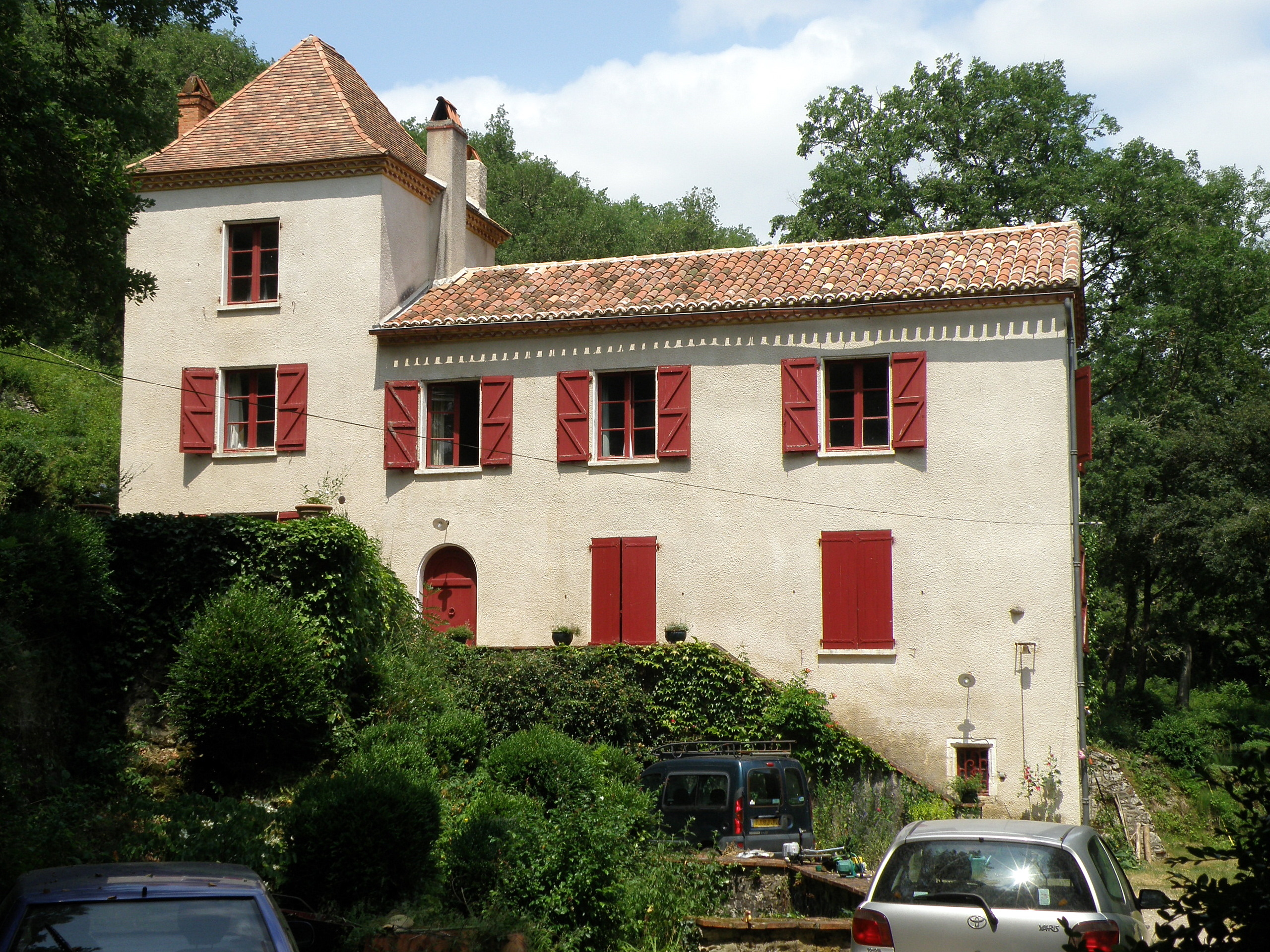
Moulin de Nouaillac.
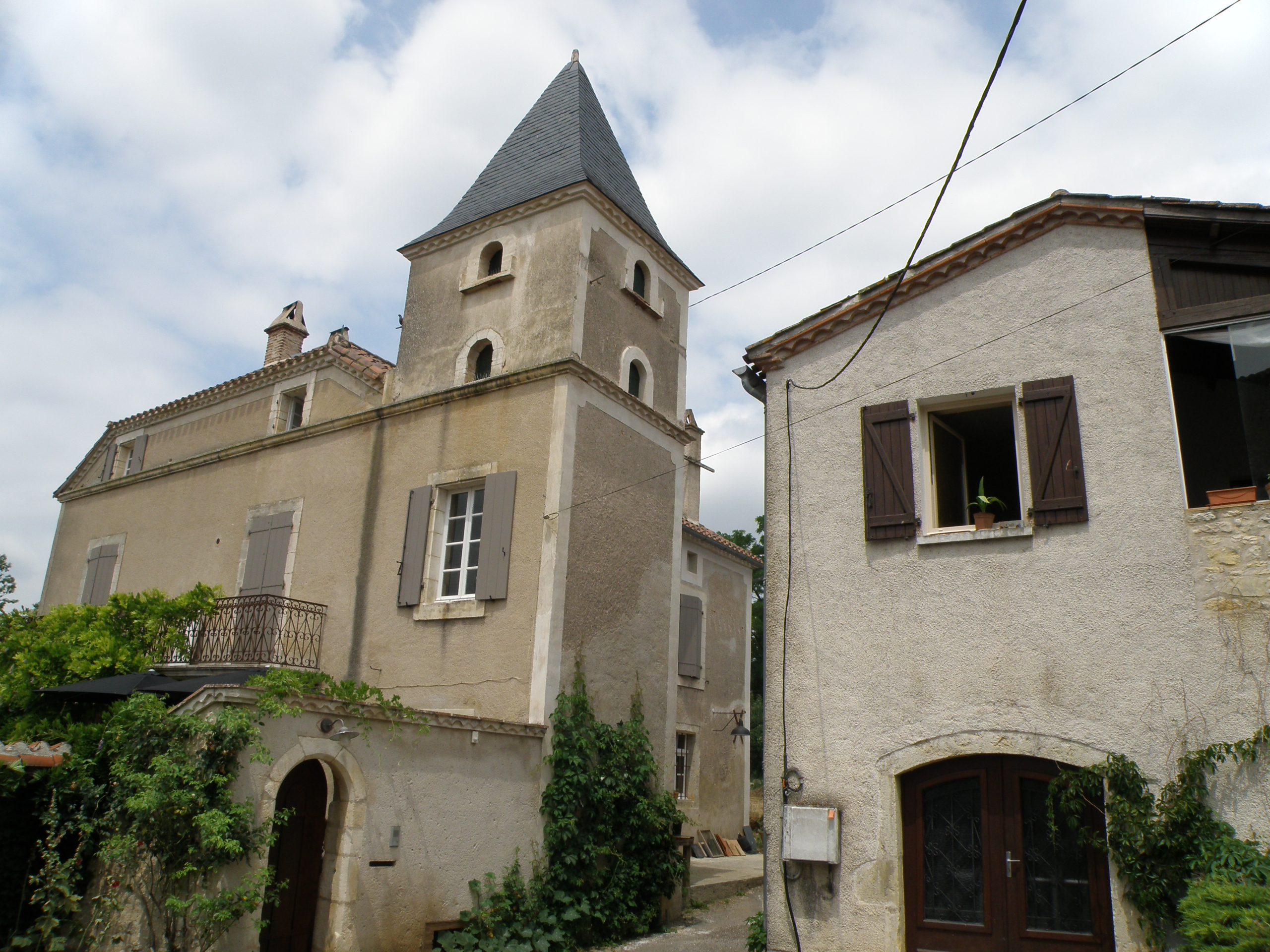
Hameau de Savanac.

#### Site de l'Insee
1. ↑  « La grille communale de densité », sur le site de l'Insee, 28 mai 2024 (consulté le 28 juin 2024).
2. 1 2  Insee, « Métadonnées de la commune de Lamagdelaine ».
3. ↑  « Liste des communes composant l'aire d'attraction de Cahors », sur le site de l'Insee (consulté le 28 juin 2024).
4. ↑  Marie-Pierre de Bellefon, Pascal Eusebio, Jocelyn Forest, Olivier Pégaz-Blanc et Raymond Warnod (Insee), « En France, neuf personnes sur dix vivent dans l’aire d’attraction d’une ville », sur le site de l'Insee, 21 octobre 2020 (consulté le 28 juin 2024).
5. ↑  « REV T1 - Ménages fiscaux de l'année 2018 à Lamagdelaine » (consulté le 5 février 2022).
6. ↑  « REV T1 - Ménages fiscaux de l'année 2018 dans le Lot » (consulté le 5 février 2022).
7. 1 2  « Emp T1 - Population de 15 à 64 ans par type d'activité en 2018 à Lamagdelaine » (consulté le 5 février 2022).
8. ↑  « Emp T1 - Population de 15 à 64 ans par type d'activité en 2018 dans le Lot » (consulté le 5 février 2022).
9. ↑  « Emp T1 - Population de 15 à 64 ans par type d'activité en 2018 dans la France entière » (consulté le 5 février 2022).
10. ↑  « Base des aires d'attraction des villes 2020 », sur site de l'Insee (consulté le 10 avril 2021).
11. ↑  « Emp T5 - Emploi et activité en 2018 à Lamagdelaine » (consulté le 5 février 2022).
12. ↑  « ACT T4 - Lieu de travail des actifs de 15 ans ou plus ayant un emploi qui résident dans la commune en 2018 » (consulté le 5 février 2022).
13. ↑  « ACT G2 - Part des moyens de transport utilisés pour se rendre au travail en 2018 » (consulté le 5 février 2022).
14. ↑  « DEN T5 - Nombre d'établissements par secteur d'activité au 31 décembre 2019 à Lamagdelaine » (consulté le 14 février 2022).
15. ↑  « DEN T5 - Nombre d'établissements par secteur d'activité au 31 décembre 2019 dans le Lot » (consulté le 14 février 2022).

#### Autres sources
1. 1 2 3 4  « Lamagdelaine, carte interactive » sur Géoportail. Couches « Cartes IGN classiques », « Limites administratives » et « Hydrographie » activées. Vous pouvez bouger la carte (cliquer et maintenir, bouger), zoomer (molette de souris ou échelle de l'écran), moduler la transparence, désactiver ou supprimer les couches (= cartes) avec leurs échelles d'intensité dans l'onglet de "sélection de couches" en haut à droite, et en ajouter depuis l'onglet "Cartes" en haut à gauche. Les distances et surfaces se mesurent avec les outils dans l'onglet "Accéder aux outils cartographiques" (petite clé à molette) sous l'onglet "sélection de couches".
2. 1 2  Daniel Joly, Thierry Brossard, Hervé Cardot, Jean Cavailhes, Mohamed Hilal et Pierre Wavresky, « Les types de climats en France, une construction spatiale », Cybergéo, revue européenne de géographie - European Journal of Geography, no 501,‎ 18 juin 2010 (DOI 10.4000/cybergeo.23155, lire en ligne, consulté le 14 novembre 2023)
3. ↑  « Zonages climatiques en France métropolitaine. », sur pluiesextremes.meteo.fr (consulté le 14 novembre 2023).
4. ↑  « Orthodromie entre Lamagdelaine et Le Montat », sur fr.distance.to (consulté le 14 novembre 2023).
5. ↑  « Station Météo-France « Le Montat » (commune du Le Montat) - fiche climatologique - période 1991-2020 », sur donneespubliques.meteofrance.fr (consulté le 14 novembre 2023).
6. ↑  « Station Météo-France « Le Montat » (commune du Le Montat) - fiche de métadonnées. », sur donneespubliques.meteofrance.fr (consulté le 14 novembre 2023).
7. ↑  « Climadiag Commune : diagnostiquez les enjeux climatiques de votre collectivité. », sur meteofrance.fr, novembre 2022 (consulté le 14 novembre 2023).
8. ↑  « Les différents espaces protégés. »(Archive.org • Wikiwix • Archive.is • Google • Que faire ?), sur observatoire-biodiversite-centre.fr (consulté le 2 septembre 2021).
9. ↑  « Liste des espaces protégés sur la commune », sur le site de l'inventaire national du patrimoine naturel (consulté le 2 septembre 2021).
10. ↑  « le géoparc des Causses du Quercy »(Archive.org • Wikiwix • Archive.is • Google • Que faire ?), sur le site des Géoparks de l'Unesco (consulté le 26 août 2021).
11. ↑  « géoparc des causses du Quercy », sur le site de l'inventaire national du patrimoine naturel (consulté le 1er septembre 2021).
12. 1 2  « Liste des ZNIEFF de la commune de Lamagdelaine », sur le site de l'Inventaire national du patrimoine naturel (consulté le 2 septembre 2021).
13. ↑  « ZNIEFF le « cours moyen du Lot » - fiche descriptive », sur le site de l'inventaire national du patrimoine naturel (consulté le 2 septembre 2021).
14. ↑  « ZNIEFF la « vallée du ruisseau de Nouaillac » - fiche descriptive », sur le site de l'inventaire national du patrimoine naturel (consulté le 2 septembre 2021).
15. ↑  « ZNIEFF la « Moyenne vallée du Lot » - fiche descriptive », sur le site de l'inventaire national du patrimoine naturel (consulté le 2 septembre 2021).
16. ↑  « CORINE Land Cover (CLC) - Répartition des superficies en 15 postes d'occupation des sols (métropole). », sur le site des données et études statistiques du ministère de la Transition écologique. (consulté le 14 avril 2021).
17. 1 2 3  « Les risques près de chez moi - commune de Lamagdelaine », sur Géorisques (consulté le 17 octobre 2022).
18. ↑  BRGM, « Évaluez simplement et rapidement les risques de votre bien », sur Géorisques (consulté le 13 septembre 2022).
19. ↑  « Liste des territoires à risque important d'inondation (TRI) de 2012 sur le bassin Adour-Garonne »(Archive.org • Wikiwix • Archive.is • Google • Que faire ?), sur occitanie.developpement-durable.gouv.fr (consulté le 13 septembre 2022).
20. ↑  « cartographie des risques d'inondations du TRI de Cahors », sur occitanie.developpement-durable.gouv.fr (consulté le 13 septembre 2022).
21. ↑  « Dossier départemental des risques majeurs dans le Lot », sur lot.gouv.fr (consulté le 13 septembre 2022), partie 1 -  chapitre Risque inondation.
22. ↑  « Dossier départemental des risques majeurs dans le Lot », sur lot.gouv.fr (consulté le 13 septembre 2022).
23. ↑  « Dossier départemental des risques majeurs dans le Lot », sur lot.gouv.fr (consulté le 13 septembre 2022), chapitre Mouvements de terrain.
24. 1 2  « Liste des cavités souterraines localisées sur la commune de Lamagdelaine », sur georisques.gouv.fr (consulté le 13 septembre 2022).
25. ↑  « Retrait-gonflement des argiles », sur le site de l'observatoire national des risques naturels (consulté le 13 septembre 2022).
26. ↑  « Dossier départemental des risques majeurs dans le Lot », sur lot.gouv.fr (consulté le 13 septembre 2022), chapitre Risque transport de matières dangereuses.
27. ↑  Article R214-112 du code de l’environnement
28. ↑  « barrage de Grandval », sur barrages-cfbr.eu (consulté le 13 septembre 2022).
29. ↑  « barrage de Sarrans », sur barrages-cfbr.eu (consulté le 13 septembre 2022).
30. ↑  « Dossier départemental des risques majeurs dans le Lot », sur lot.gouv.fr (consulté le 13 septembre 2022), chapitre Risque rupture de barrage.
31. ↑  « Lee Grand Cahors - Lamagdelaine »(Archive.org • Wikiwix • Archive.is • Google • Que faire ?), sur grandcahors.fr, 2010 (consulté le 9 mars 2015).
32. 1 2 3  Gaston Bazalgues, À la découverte des noms de lieux du Quercy : Toponymie lotoise, Gourdon, Éditions de la Bouriane et du Quercy, juin 2002, 127 p. (ISBN 2-910540-16-2), p. 58.
33. 1 2  [Colonge et al. 2013] David Colonge, Marc Jarry, Jacques Jaubert, Vincent Mourre et Alain Turq, « Quel Paléolithique ancien en Quercy ? », dans M. Jarry, J.-Ph. Brugal & C. Ferrier (dir.), Modalité d’occupation et exploitation des milieux au Paléolithique dans le Sud-Ouest de la France : l'exemple du Quercy (Actes de la session C67, XVème Congrès mondial de l’UISPP, Lisbonne, sept. 2006), Paléo, supplément no 4, p. 197-212, 2013, sur academia.edu (www.academia.edu/download/33416604/Colonge_et_al_2013_Paleolithique_ancien_Quercy.pdf), p. 205.
34. ↑  [Jaubert 1994] Jacques Jaubert, « L'industrie lithique du Paléolithique inférieur et moyen de l'affluent Robert de Joly », Publications du musée des Confluences, no 31 « L'autre Padirac. Spéléologie, karstologie, paléontologie et préhistoire, dans l'affluent Robert de Joly »,‎ 1994, p. 200-223 (lire en ligne [sur persee]), p. 216.
35. ↑  [Bergougnoux 1887] Félix Bergougnoux, Les temps préhistoriques en Quercy (monographie), Impr. Typographique JB Pignères, 1887. Cité dans Colonge et al.   2013, p. 201 avec reproduction du dessein de Bergougnoux.
36. ↑  [Bastin 1945] A.-H. Bastin, « Les lampes paléolithiques de St-Germain-la-Rivière (Gironde) », Bulletin de la Société préhistorique française, vol. 42, nos 1-3,‎ 1945, p. 34-38 (lire en ligne [sur persee]), p. 36, 37.
37. ↑  [Jarry et al. 2013] Marc Jarry, Jean-Philip Brugal, Catherine Ferrier et Hélène Martin, « Cultures et environnements paléolithiques : mobilité et gestion des territoires des chasseurs-cueilleurs en Quercy », Paléo, no 4 « Actes de la session C67, XVe Congrès mondial de l’UISPP, Lisbonne, sept. 2006 »,‎ 2013, p. 13-20 (lire en ligne [PDF] sur researchgate.net, consulté le 15 janvier 2021), p. 15, fig. 1.
38. 1 2  Colonge et al.   2013, p. 203.
39. ↑  Colonge et al.   2013, p. 197.
40. ↑  Colonge et al.   2013, p. 204.
41. ↑  « Les maires de Lamagdelaine », sur francegenweb.org, 19 février 2011 (consulté le 4 octobre 2017).
42. ↑  L'organisation du recensement, sur insee.fr.
43. ↑  Calendrier départemental des recensements, sur insee.fr.
44. ↑  Des villages de Cassini aux communes d'aujourd'hui sur le site de l'École des hautes études en sciences sociales.
45. ↑  Fiches Insee - Populations de référence de la commune pour les années 2006, 2007, 2008, 2009, 2010, 2011, 2012, 2013, 2014, 2015, 2016, 2017, 2018, 2019, 2020, 2021 et 2022.
46. ↑  « Entreprises à Lamagdelaine », sur entreprises.lefigaro.fr (consulté le 14 février 2022).
47. ↑  « Les régions agricoles (RA), petites régions agricoles(PRA) - Année de référence : 2017 », sur agreste.agriculture.gouv.fr (consulté le 14 février 2022).
48. ↑  Présentation des premiers résultats du recensement agricole 2020, Ministère de l’agriculture et de l’alimentation, 10 décembre 2021
49. ↑  « Fiche de recensement agricole - Exploitations ayant leur siège dans la commune de Lamagdelaine - Données générales », sur recensement-agricole.agriculture.gouv.fr (consulté le 14 février 2022).
50. ↑  « Borie de Savanac », notice no PA00125600, sur la plateforme ouverte du patrimoine, base Mérimée, ministère français de la Culture.